# Gabriel Dbouk
Gabriel Dbouk, né le 6 février 2008 à Ovar, est un footballeur portugais qui joue au poste d'arrière droit au SC Braga.

## Biographie

### Carrière en club
Gabriel Dbouk est formé par le SC Braga, où il s'illustre d'abord en équipes de jeunes avec le club de championnat du Portugal, y signant son premier contrat professionnel en mai 2025.

### Carrière en sélection
Gabriel Dbouk est international junior avec l'équipe du Portugal des moins de 17 ans à partir de septembre 2024.
Il est convoqué avec l'équipe du Portugal des moins de 17 ans pour participer au Championnat d'Europe des moins de 17 ans qui a lieu en mai et juin 2025,. Dbouk commence la compétition comme titulaire face à l'Albanie,, et le Portugal atteint la finale de la compétition après l'avoir emporté au tirs au but face à l'Italie (après un match nul 2-2),.
Les lusitaniens remportent ensuite la compétition en s'imposant 3-0 contre la France en finale,,,.

## Palmarès
Portugal -17 ans
- Championnat d'Europe
  - Champion en 2025